# Ochyrocera cachote
Espèce
Ochyrocera cachote est une espèce d'araignées aranéomorphes de la famille des Ochyroceratidae.

## Distribution
Cette espèce est endémique de République dominicaine,. Elle se rencontre dans les provinces de Barahona et de Duarte entre 940 et 1 200 m d'altitude.

## Description
Le mâle holotype mesure 2,83 mm et la femelle paratype 2,45 mm.

## Étymologie
Son nom d'espèce lui a été donné en référence au lieu de sa découverte, la réserve naturelle Cachote.

## Publication originale
- Hormiga, Álvarez-Padilla & Benjamin, 2007 : First records of extant Hispaniolan spiders of the families Mysmenidae, Symphytognathidae, and Ochyroceratidae (Araneae), including a new species of Ochyrocera. American Museum Novitates, no 3577, p. 1-21 (texte intégral).